# خوزه ژیل فورتول
خوزه ژیل فورتول (انگلیسی: José Gil Fortoul; زاده ۲۵ نوامبر ۱۸۶۱ – درگذشته ۱۵ ژوئن ۱۹۴۳) نویسنده، تاریخ‌نگار، و وکیل اهل ونزوئلا بود. وی از ۵ اوت ۱۹۱۳ تا ۱۹ آوریل ۱۹۱۴ رئیس‌جمهور این کشور بود. خوزه ژیل فورتول در ۱۵ ژوئن ۱۹۴۳، در سن ۸۱ سالگی درگذشت.